# هاربة من الماضي
هاربة من الماضي (بالإنجليزية: Unorthodox) هو مسلسل درامي ألماني أمريكي عرض لأول مرة على نتفليكس في 26 مارس 2020. المسلسل مبني جزئيًا على سيرة ديبورا فيلدمان الذاتية «غير تقليدية: الرفض الفاضح لجذوري الحسيدية». وهو أول مسلسل لنيتفليكس يكون باللغة اليديشية.

## ملخص القصة
تهرب امرأة يهودية تبلغ من العمر 19 عامًا تدعى إستي من زواجها المدبر ومجتمع الحريديم في ويليامزبرغ، بروكلين، مدينة نيويورك. تنتقل إلى برلين، حيث تعيش والدتها وحيدة هناك، وتحاول عيش حياة علمانية وتتلقى دروسًا في معهد الموسيقى. يسافر زوجها، الذي اكتشف أنها حامل، إلى برلين مع ابن عمه، بأمر من حاخامهم، لمحاولة العثور عليها.

## عن المسلسل
المسلسل مستوحى من السيرة الذاتية «غير تقليدية: الرفض الفاضح لجذوري الحسيدية» لديبورا فيلدمان، التي تركت حركة ساتمار، وهي مجتمع يتبع حركة الحاسيديم في مدينة نيويورك. يحتوي المسلسل على حوارات باللغة الإنجليزية واليديشية والألمانية. المسلسل من تأليف آنا وينجر وأليكسا كارولينسكي، وإخراج ماريا شريدر، وإنتاج كارولينسكي، وصُوِّر في برلين. هاربة من الماضي هو أول مسلسل لنتفليكس تكون لغته الأساسية اليديشية.
أصدرت نتفليكس فلمًا وثائقيًا مدته 20 دقيقة بعنوان Making Unorthodox يروي العملية الإبداعية والتصوير ويناقش الاختلافات بين الكتاب والمسلسل.

## الحلقات
4 حلقات

## روابط خارجية
- هاربة من الماضي على موقع IMDb (الإنجليزية)
- هاربة من الماضي على موقع ميتاكريتيك (الإنجليزية)
- هاربة من الماضي على موقع روتن توميتوز (الإنجليزية)
- هاربة من الماضي على موقع نتفليكس (الإنجليزية)
- هاربة من الماضي على موقع كينوبويسك (الروسية)
- هاربة من الماضي على موقع ألو سيني (الفرنسية)
- هاربة من الماضي على موقع قاعدة بيانات الفيلم (الإنجليزية)